# Aleksander Kuropatwa
Aleksander Kuropatwa herbu Jastrzębiec (zm. w 1709 roku) – kanclerz kapituły katedralnej lwowskiej w 1698 roku, kanonik kapituły katedralnej lwowskiej w latach 1682–1698, deputat na Trybunał Główny Koronny w Lublinie w 1695 roku.